# Veruska Ramirez
Veruzhka Tatiana Ramírez (Táriba, 30 de julho de 1979), também conhecida como Veruska Ramirez, é uma modelo venezuelana detentora do título Miss Venezuela 1997 e vice-campeã do Miss Universo 1998, concurso no qual foi vencedora na categoria Melhor Traje de Banho.

## Vida pessoal
Conhecida na Venezuela como a "Cinderela da Beleza", Veruska Ramírez teve a infância marcada por fome e pobreza. Filha de um fazendeiro que nunca chegou a conhecê-la, foi abandonada também pela mãe aos 9 anos. Com o apoio de uma vizinha, aprendeu a realizar atividades domésticas e passou a trabalhar como empregada doméstica. 
Participou pela primeira vez de um concurso de beleza na escola onde cursou o ensino médio, sendo coroada rainha na ocasião. A partir daí, foi convidada a participar da Feira Internacional Reinado de San Sebastián, na qual não obteve grandes resultados.
Atualmente é casada com o empresário Oscar Faria, com quem tem uma filha, chamada Sofia Alexandra.

## Miss Venezuela 1997
A carreira profissional de Veruska teve uma reviravolta em 1997, quando a ex-Miss Venezuela Marena Bencomo, que na época era detentora do título, visitou Táchira. Enquanto aguardava em uma longa fila para conseguir um autógrafo de Marena, Veruska chamou a atenção de uma coordenadora do concurso nacional, que a convidou a participar do evento.
Em Caracas, Veruska se hospedou na casa do estilista Octavio Vázquez, que passou a ensiná-la as regras de etiqueta e os protocolos dos concursos de beleza. Nomeada Miss Táchira ao participar do concurso nacional, Veruska conquistou a coroa e o direito de representar seu país no Miss Universo 1998.

## Miss Universo 1998
Veruska foi a representante da Venezuela no Miss Universo 1998, sediado em Honolulu, no Havaí. Desde o início do concurso, Veruska foi tida como uma das cinco favoritas. Ela terminou a disputa como vice-campeã na categoria principal e campeã na categoria Melhor Traje de Banho.

## Atriz
Como atriz, participou dos filmes Los Serrano (2003), Supervivientes (2000) e Pasapalabra (2000).